# Neferteri Shepherd
Neferteri Sheba Shepherd (8 de septiembre de 1980) es una modelo y actriz estadounidense que fue playmate de julio de 2000 de la revista playboy. Además de su aparición en la revista también lo hizo en varios videos playboy.